# Tervel
Tervel byl bulharský chán, který vládl na počátku 8. století pravděpodobně v letech 695 až 715, ale některé kroniky uvádějí 701–718 nebo 700 až 721, mj. to byl nemanželský syn chána Asparucha.

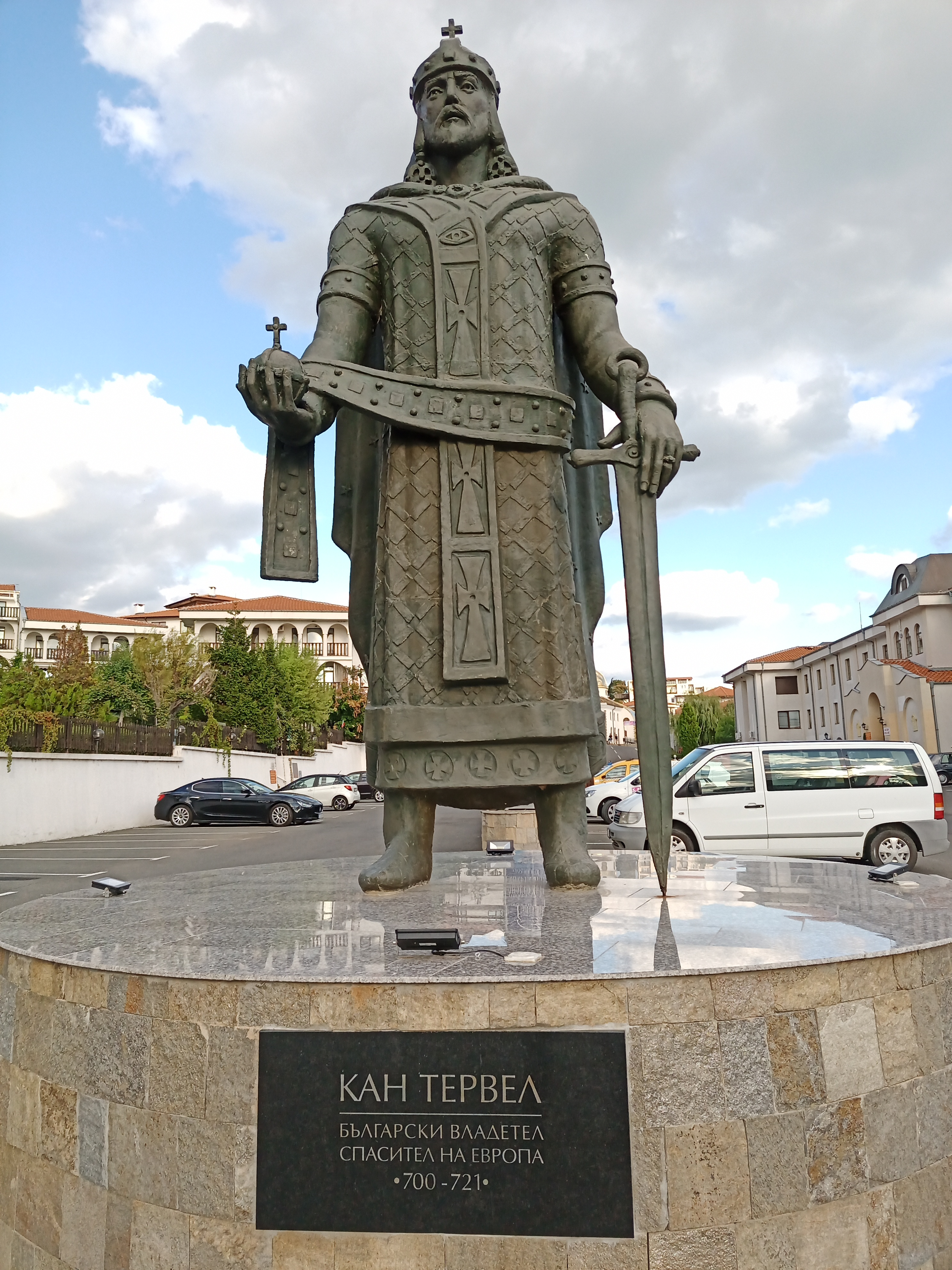
Chán Tervel, socha ve městě Sveti Vlas

## Podpora císaři Justiniánovi
Chronologie jeho vládnutí je nejasná, v byzantských zdrojích se poprvé zmiňuje v roce 704, kdy se na něj obrátil sesazený císař Justinián II. se žádostí o pomoc. V roce 705 Tervelova armáda o síle 15 000 jezdců pomohla Justiniánovi II. opětovně získat trůn, za což Tervel získal mnohé dary, včetně titulu kaisar (lat. caesar), z čehož vznikl pozdější titul car, a olověnou pečeť s nápisem Matko Boží, pomáhej césarovi Tervelovi. Bulharsko také získalo územní ústupky v regionu Zagora v Thrákii, skrz kterou vedly důležité obchodní cesty. Tervel se měl také oženit s Justiniánovou dcerou Anastasií, ale není jisté, zda se tak stalo.
O tři roky později Justinián II. uskutečnil vojenské tažení do zagorského regionu, aby si ho vybojoval zpět, ale v bitvě u Anchiale byl poražen.

## Konflikt v Malé Asii
V roce 711 si Justinián opět vyžádal od Tervela vojenskou podporu proti povstalcům v Malé Asii, ale dostal jen malý kontingent 3 000 vojáků. Justiniána v boji proti Filippikovi zajali a popravili.

## Chronologický nesoulad
Podle některých chronologií Tervel umřel v roce 715, podle byzantského kronikáře Teofana Zpovědníka se však zúčastnil restaurace sesazeného císaře Anastasia II., který nahradil Filippika v roce 718 nebo 719.
Jestliže Tervel žil tak dlouho, musel to být on, kdo v roce 716 uzavřel opětovnou dohodu s byzantským císařem Teodosiem III., která upevnila hranice mezi Bulharskem a Byzantskou říší, potvrdila příslušnost Zagory k Bulharsku stejně jako i každoroční platbu tributu Bulharům. Chán Tervel nazval toto spolužití Byzantské říše a Bulharska vzájemnou výhodnou spoluprací. Musel to být také on, kdo bránil Konstantinopol před nájezdy Arabů, kteří se ho v letech 717–718 podruhé pokoušeli dobýt.
Nutno však uvést i to, že Teofan na jiném místě uvádí jméno bulharského chána, který uzavřel smlouvu v roce 716 jako Kormesios, což je Tervelův pozdější následník Kormesij.
| Předchůdce: Asparuch | Znak z doby nástupu | Bulharský chán 701–718 | Znak z doby konce vlády | Nástupce: Kormesij |